# Kagerō (tàu khu trục Nhật)
Kagerō (tiếng Nhật: 陽炎) là một tàu khu trục hạng nhất của Hải quân Đế quốc Nhật Bản, là chiếc dẫn đầu của lớp tàu khu trục mang tên nó, và đã phục vụ tại Mặt trận Thái Bình Dương trong Chiến tranh Thế giới thứ hai.
Vào ngày 8 tháng 5 năm 1943, Kagerō thực hiện một chuyến đi vận chuyển đến Kolombangara. Khi rời Vila, nó bị bất động do trúng phải một quả thủy lôi, rồi tiếp tục bị hư hại trong cuộc không kích tiếp theo do những quả bom ném suýt trúng và hỏa lực bắn phá. Cuối cùng nó chìm ở phía Tây Nam Kolombangara, ở tọa độ 08°08′N 156°55′Đ / 8,133°N 156,917°Đ. Trong số thành viên thủy thủ đoàn, 18 người đã tử trận, số còn lại được cứu thoát.
Kagerō được rút khỏi danh sách Đăng bạ Hải quân vào ngày 20 tháng 6 năm 1943.